# エウクレイダス
エウクレイダス（希：Ευκλείδας、ラテン文字転記：Eucleidas、在位：紀元前227年-紀元前222年）はエウリュポン朝の最後のスパルタ王である。パウサニアスは彼の名をエピクレイダスとしている。
エウクレイダスはレオニダス2世の子であり、アギス朝の王クレオメネス3世の弟である。エウクレイダスはアギス朝の王族であったが、エウリュポン朝の王アルキダモス5世が暗殺されたため、兄クレオメネスによってエウリュポン朝の彼の共同統治者としてその王位に据えられた。登位後のエウクレイダスの唯一の事績は兄とともにクレオメネス戦争のセラシアの戦い（紀元前222年）に参加し、同盟軍を率いたことである。戦死したと明言されてはいないが、セラシアで彼の部隊はフィロポイメンの攻撃を受けて壊滅し、戦死した。

## 註
1. ↑  パウサニアス, II. 9. 1
2. ↑  プルタルコス, 「クレオメネス」, 11
3. ↑  ポリュビオス, II. 67. 8
4. ↑  プルタルコス, 「クレオメネス」, 28
5. ↑  パウサニアス, II. 9. 3